# Il respiro del sangue
Il respiro del sangue è il terzo romanzo dello scrittore italiano Luca D'Andrea, pubblicato nel 2019. Come il precedente La sostanza del male, si tratta di un misto fra thriller e poliziesco.

## Trama
Estate 2019. Sibylle Knapp, ventenne cameriera (con la passione della meccanica) di Kreuzwirz, paesino dell'Alto Adige, subito dopo i funerali di Friedrich Perkman, ricco imprenditore locale, riceve da un anonimo mittente una foto che le fa capire senza alcun dubbio che sua madre Erika, trovata morta annegata il 21 marzo 1999 e data per suicida, in realtà fu assassinata. Sconvolta, la giovane inizia ad indagare e viene così in possesso di un'altra foto che ritrae l'allora giovane aspirante cronista bolzanino Antonio "Tony" Carcano accanto al cadavere della madre. La ragazza si reca così dall'uomo, che nel frattempo si è affermato come autore di romanzi rosa. Dopo un iniziale scontro, due iniziano ad indagare, ostacolati e minacciati ripetutamente dalla chiusa e austera comunità di Kreuzwirz, succube dei Perkman, e con l'aiuto di un'agguerrita avvocata scoprono un'impressionante serie di persone scomparse fra il 1999 e il 2019, di cui una considerevole parte ha le stesse caratteristiche di Erika e Sibylle (donne bionde sotto i trent'anni). Scoprono inoltre che Erika veniva sistematicamente bullizzata dagli abitanti del paese per via della sua sensibilità, della sua passione per i tarocchi e del suo amore per gli animali (tanto che da bambina venne morsa da una volpe idrofoba e venne salvata per un pelo dalla rabbia, inspiegabilmente endemica fra i canidi dei dintorni del lago di Kreuzwirz), ma anche dai quattro suoi amici più stretti: i rampolli Perkman, Karin e Martin; Elisa, morta anch'ella annegata qualche anno dopo; Gabriel, che dopo la morte di Erika entrò in una drammatica spirale di follia e stupefacenti, finendo in carcere. La prozia di Sibylle, Helga, ex colf di casa Perkman, rivela alla nipote che sua sorella (madre di Erika) era mentalmente instabile, tanto che i servizi sociali le affidarono la piccola Erika, e che la stessa Erika, poco prima di suicidarsi, sparì per cinque mesi e venne ritrovata dal proprietario del locale ove lavorava come cameriera (stessa occupazione successivamente intrapresa da Sibylle) nei pressi di un venditore ambulante di panini che usava la rivendita come copertura per spacciare droghe, e fu tacciata di prostituzione, essendo incinta e non avendo rivelato chi fosse il padre.
Cosa lega gli scrittori Kenneth Grahame (che scrisse il libro per bambini Il vento tra i salici), William Peter Blatty (autore de L'esorcista), e Collodi (autore del celeberrimo Pinocchio), al terribile grimorio Unaussprechlichen Kulten ("I culti indicibili"), citato perfino da Lovecraft in qualcuno dei suoi agghiaccianti racconti? Chi o cosa è il "Wanderer" (il Viaggiatore), il cui nome viene sussurrato con terrore dagli abitanti di Kreuzwirz? Cosa rappresenta "il sorriso del colibrì", il simbolo così definito da Erika che la giovane era solita riprodurre coi tarocchi? Perché questo simbolo era presente riprodotto a fianco del cadavere della ragazza nella foto recapitata a Sibylle, mentre qualche ora dopo, nella foto ove compariva anche Tony, era scomparso? Perché diversi parenti/amanti delle ragazze scomparse affermano convintamente di averle intraviste qualche tempo dopo la loro scomparsa? Quale oscuro segreto lega il vecchio Perkman e il suo amico e medico, dott. Horst, al prof. Darleth, insegnante svizzero di fisica e appassionato di libri rari? Ma soprattutto, chi è il misterioso serial killer autore della scomparsa di decine di ragazze?
In un crescendo di tensione, Tony e Sibylle, resistendo alla tentazione di cedere alle antiche leggende altoatesine, troveranno le risposte alle loro domande, scoprendo una verità ben più tremenda dei dèmoni sussurrati da antichi grimori.

## Personaggi
Tony CarcanoIl protagonista del romanzo; un autore di bestseller rosa.
Erika KnappRagazza che apparentemente si suicidò nel 1999, del cui caso si occupò il giovane aspirante giornalista Carcano.
Sibylle KnappLa seconda protagonista, figlia di Erika, nata poco prima della morte della madre.
Friedrich PerkmanMagnate del paese di Kreuzwirt. Viveva in una sinistra villa coi figli gemelli.
Karin PerkmanFiglia di Friedrich, prese le redini dell'azienda familiare dopo la morte del padre.
Martin PerkmanGemello di Karin. Vive segregato in casa fin da bambino, quando rimase orribilmente sfigurato a causa di un incidente domestico.
Gabriel PlankAmico d'infanzia di Erika e Karin, dopo la morte della prima entra in uno stato maniaco-depressivo che lo porta alla dipendenza da stupefacenti e al carcere.
ElisaAmica d'infanzia di Erika, Gabriel e Karin. Fu trovata nel 2005 annegata a pochi metri dal luogo del ritrovamento del cadavere di Erika.
"Tante" FridaVittima di violenze domestiche, dopo aver ucciso il marito si laureò in Giurisprudenza in carcere, divenne avvocata e dimostrò la sua legittima difesa, divenendo uno dei più prestigiosi legali del Nord Est. Allieva di Carcano in un corso di scrittura creativa.
Rudi BruggerCustode e tuttofare di villa Perkman al soldo di Karin. Suo padre Peter faceva lo stesso lavoro per Friedrich.
Edvard BukreevFacoltoso collezionista russo di libri rari.
Thomas ZingerleDiscendente di un filologo del XIX secolo che si occupò dei miti dell'Alto Adige.
Mirella BurattiUna delle ragazze scomparse.
Yvette FontanaEx fiamma di Gabriel, psicologa; dopo essersi disintossicata dalla droga si reinventa santona (lettrice di tarocchi).
Josef HorstMedico e amico di Perkman.
August DarlethFisico e professore all'università di Ginevra; appassionato anch'egli di libri rari, conobbe Horst (appassionato di astrofisica) quando ivi studiava Medicina.
Michl HorstFiglio di Josef e compagno di Karin.
Hannes BergerGestore ambulante di una paninoteca e spacciatore.
Wolfie EggerGuardiacaccia del paese. Fu lui a trovare Erika nel bosco con gli evidenti sintomi della rabbia.
OskarGestore del pub locale e principale di Erika prima e Sibylle poi.

## Edizioni
- Luca D'Andrea, Il respiro del sangue, Einaudi, 2019,  p. 384, ISBN 9788806241551. (Prima edizione in lingua originale)